# Anna Jesypova
Anna Jesypova (in ucraino Анна Єсипова?; Odessa, 27 gennaio 1997) è una nuotatrice artistica ucraina.

## Palmarès
- Giochi europei

Baku 2015: bronzo nel libero combinato e nella gara a squadre.